# 長耳跳鼠
長耳跳鼠（學名：Euchoreutes naso）是跳鼠科長耳跳鼠屬唯一的種，其耳特別大，因此被稱爲長耳跳鼠，是一種典型的適應跳躍活動的嚙齒類動物。
長耳跳鼠主要生活在中國和蒙古的戈壁沙漠及阿爾泰山脈地區。
长耳跳鼠大多喜欢在夜间活动，而白天则会待在地下的洞穴里。 由于居住环境遭到严重的破坏，近年来长耳跳鼠的生存受到了极大的挑战，目前长耳跳鼠已经被世界自然保护联盟列为濒危物种之一。